# Pedro Manuel Salamanca Mantilla
Pedro Manuel Salamanca Mantilla (Bucaramanga, 4 de junio de 1961) es un eclesiástico y teólogo católico colombiano. Es el obispo de Facatativá. Fue obispo auxiliar de Bogotá, entre 2015 a 2022.

## Biografía

### Primeros años y formación
Pedro Manuel nació el 4 de mayo de 1961, en el municipio santandereano de Bucaramanga, Colombia. Hijo del matrimonio de Pedro Salamanca y Olga Mantilla de Salamanca.
Realizó estudios de secundaria en el Liceo de La Salle (1976-1979). Filosofía (1976-1979) y Teología (1985-1986) en el Seminario Mayor de Bogotá. Licenciado en Teología Bíblica en la UniversidadGregoriana (1990-1992). Doctor en Teología del Instituto Católico de París (2000-2002).

### Sacerdocio
Ordenado presbítero en Bogotá el 30 de noviembre de 1986 por el señor cardenal Mario Revollo Bravo para el servicio de la arquidiócesis de Bogotá.
Inició su servicio pastoral como vicario parroquial en Nuestra Señora del Perpetuo Socorro (1987), párroco en Santo Toribio de Magrovejo y miembro del Equipo de Superiores del Seminario Mayor (1988 y 1992), miembro del Equipo de  Formadores del Seminario Mayor (2005), Delegado Arzobispal para la Coordinación de la Comisión de Formación Permanente del Clero (2006), suplente en la Junta Directiva de la Fundación Casa de Ejercicios Emaús (2007), miembro del Consejo Presbiteral, Asesor Eclesiástico de la Asociación Privada de Fieles “Hijos de la Madre de Dios” y miembro del Consejo Superior de la Fundación Casa del Sacerdote Mayor (2008), ratificado como coordinador de la Comisión de Formación Permanente del Clero y miembro del Equipo de Formadores del Seminario Mayor (2010)  
Se desempeñó como párroco en San Norberto (2012), revisor de los escritos para la Causa de Beatificación y Canonización del Siervo de Dios Emilio Sotomayor Luque (2013), miembro del Consejo Presbiteral (2014). Vicario general con Mandato Especial, vicario episcopal de Evangelización y vicario episcopal para el Anuncio, Formación en la Fe y Diálogo con la Cultura (2015). 

## Episcopado

### Obispo Auxiliar de Bogotá
El 7 de noviembre de 2015, el papa Francisco lo nombró Obispo Titular de Acque de Mauritania y Obispo Auxiliar de Bogotá.
Fue consagrado el 12 de diciembre del mismo año, en la Catedral Primada de Bogotá, a manos del entonces Cardenal-Arzobispo de Bogotá, Rubén Salazar Gómez. Sus co-consagrantes fueron el por entonces Nuncio Apostólico en Colombia, Ettore Balestrero y el Arzobispo de Villavicencio, Óscar Urbina.

### Obispo de Facatativá
El 5 de junio del año 2021 fue nombrado Administrador Apostólico de Facatativá.
El 21 de abril de 2022, el papa Francisco lo nombró obispo de Facatativá. Tomó posesión canónica el 16 de junio del mismo año, durante una ceremonia en la Catedral de Facatativá; en la celebración de los 60 años de la diócesis.